# 이기헌 (정치인)
이기헌(李奇憲, 1968년 12월 23일~)은 대한민국의 정치인이다. 제22대 국회의원이다.
제22대 국회의원 선거를 앞두고 고양시 병 선거구에 출마를 선언했으며 경선에서 승리하면서 더불어민주당 후보로 공천되었다. 본 투표 결과 54.06%의 득표율을 기록하면서 제22대 국회의원으로 당선되었다.

## 학력
- 구암국민학교 졸업
- 남서울중학교 졸업
- 당곡고등학교 졸업
- 경희대학교 사회과학대학 무역학 학사

## 경력
- 경희대학교 총학생회장
- 김근태 국회의원 비서
- 새정치국민회의 직능국 부장
- 민주당 국제국장
- 민주통합당 직능국장
- 민주통합당 조직국장
- 더불어민주당 총무국장
- 더불어민주당 국제국장
- 국회 정책연구위원
- 문재인 정부 국가안보실 재외동포담당관
- 문재인 정부 대통령비서실 시민참여비서관
- 문재인 정부 대통령비서실 민정비서관
- 일산광장 상임대표
- 더불어민주당 정책위원회 부의장
- 더불어민주당 전략기획위원회 부위원장
- 더불어민주당 경기도당 고양시 병 지역위원회 위원장
- 2024년 4월 10일: 대한민국 제22대 국회의원 선거 당선(경기 고양시 병, 더불어민주당, 초선)
- 2024년 10월~: 더불어민주당 세계한인민주회의 수석부의장
- 2024년 11월~: 더불어민주당 이재명 대표 국민소통특보단 재외국민특보
- 2025년 3월~: 더불어민주당 경기도당 기본사회위원회 수석부위원장
- 2025년 6월~: 더불어민주당 김병기 원내대표 비서실장

### 의정 활동
- 2024년 5월 30일~: 제22대 국회의원(경기 고양시 병, 더불어민주당, 초선)
  - 2024년 6월~2025년 6월: 제22대 국회 전반기 문화체육관광위원회 위원
  - 2024년 6월~: 제22대 국회 전반기 정보위원회 위원
  - 2025년 6월~2025년 7월: 제22대 국회 전반기 산업통상자원중소벤처기업위원회 위원
  - 2025년 7월~: 제22대 국회 전반기 문화체육관광위원회 위원
  - 2025년 7월~: 제22대 국회 전반기 국회운영위원회 위원

## 역대 선거 결과
| 실시년도 | 선거   | 대수 | 직책     | 선거구         | 정당         | 득표수   | 득표율          | 순위 | 당락 | 비고 |
| -------- | ------ | ---- | -------- | -------------- | ------------ | -------- | --------------- | ---- | ---- | ---- |
| 2024년   | 총선   | 22대 | 국회의원 | 경기 고양시 병 | 더불어민주당 | 85,134표 | \| \| 54.06% \| | 1위  |      | 초선 |
|          | 54.06% |      |          |                |              |          |                 |      |      |      |

## 소속 정당
| 소속 정당 | 소속 정당      | 소속 기간 | 비고      |
| --------- | -------------- | --------- | --------- |
|           | 새정치국민회의 | 1996~2000 | 정계 입문 |
|           | 새천년민주당   | 2000~2003 | 합당      |
|           | 무소속         | 2003      | 탈당      |
|           | 열린우리당     | 2003~2007 | 창당      |
|           | 대통합민주신당 | 2007~2008 | 합당      |
|           | 통합민주당     | 2008      | 합당      |
|           | 민주당         | 2008~2011 | 당명 변경 |
|           | 민주통합당     | 2011~2013 | 합당      |
|           | 민주당         | 2013~2014 | 당명 변경 |
|           | 새정치민주연합 | 2014~2015 | 합당      |
|           | 더불어민주당   | 2015~2018 | 당명 변경 |
|           | 무소속         | 2018~2022 | 탈당      |
|           | 더불어민주당   | 2022~현재 | 복당      |

## 같이 보기
- 고양시 병
- 고양시의 국회의원
- 고양시 일산동구의 국회의원
- 고양시 일산서구의 국회의원